# Trox pampeanus
Trox pampeanus är en skalbaggsart som beskrevs av Hermann Burmeister 1876. Trox pampeanus ingår i släktet Trox och familjen knotbaggar. Inga underarter finns listade i Catalogue of Life.